# Puck, Polen
Puck ([puʦk], tyska: Putzig, kasjubiska: Pùck) är en stad i Pommerns vojvodskap i Polen. Staden, som ligger nära Gdańsk, har medeltida rötter och säger sig vara den äldsta slaviska hamnstaden vid Östersjön.

## Historia
Staden Puck har rötter åtminstone till 1200-talet. I slutet av det århundradet hade de östpommerska furstarna staden som en stödjepunkt vid Östersjön.
År 1309 övertog Tyska orden kontrollen över orten, som 1348 fick tyska stadsrättigheter.

### 1400-talet
Under trettonåriga kriget (1454–1466) stödde borgarna i Puck och ett antal andra städer i regionen Polens anspråk på territoriet, i kriget mot Tyska orden. En del av området kom långt senare att fungera som "Polska korridoren", som under århundradenas gång bytt politisk hemvist mellan tyska och polska stater ett antal gånger.

Efter en landsflykt från Sverige kom den svenske kungen Karl VIII Knutsson Bonde till Puck år 1457, där han gavs asyl. För en summa på 15 000 preussiska mark kunde han även köpa området runt staden (980 km²) mot att han i gengäld svor trohet mot Polens kung Kasimir IV. Karl blev dock tvungen att överge Puck och bosätta sig i Gdańsk sedan Tyska orden 1460 återigen tagit kontroll över Puck. Karls polska vistelse varade i totalt sju år innan han år 1464 kunde återvända till Sverige och åter inta tronen där.

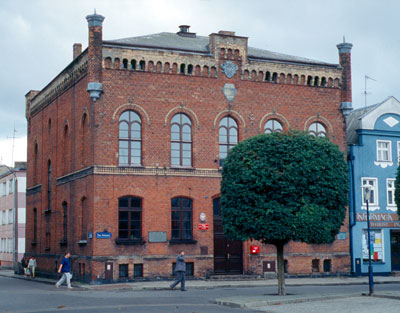
Pucks stadshus

1466 blev dock staden Puck del av Kungliga Preussen. Detta blev tre år senare mer permanent under polsk överhöghet, som del av Kasimir IV:s strävande att ge Polen kust mot Östersjön. Puck blev samtidigt säte för olika lokala och regionala polska myndigheter.

### 1500- till 1800-talet
Under vasakungarnas polska styre (från och med Sigismund) hade Puck en befästning. Puck blev samtidigt den viktigaste polska flottbasen.
Under det Andra Polska kriget intogs staden i juli 1626 av Karl Karlsson Gyllenheim.
I mitten av 1700-talet upplevde staden en nedgång. År 1772 blev staden del av Preussen under Fredrik den store, efter den första polska delningen.
1818 fick staden återigen viss betydelse efter att den blivit residensstad i Gdańsks län, under det tyska namnet Putzig. Staden blev då känd för sitt ölbryggeri.

### 1900- och 2000-talet
Den 10 februari 1920 arrangerades i staden "Polens bröllop med havet", en officiell ceremoni för att fira att Polen återuppsått som nation efter första världskriget och åter fått tillgång till Östersjön. Samma år etablerades en flygbas i Puck vilket blev den första stridsflygsenheten för den polska försvarsmakten. Från oktober samma år upprättades även ett kustartilleriregemente. En kasjubisk försvarsbataljon etablerades i staden hösten 1937.
Fram till 1926 var Puck och Hel de enda två polska orterna med hamn mot Östersjön. Samma år minskade dock Pucks inflytande i och med att länet Puck avskaffades och inlämmades i ett större län med säte i Wejherowo.
Åren 1939–1945 var Puck ockuperat av Nazityskland och 1941–1944 fanns här ett arbetsläger där lägerfångarna tillverkade flygplansdelar.
1956 återupprättades Puck-länet, vilket bestod fram till 1975 för att sedan återuppstå 1999.